# مقاطعة تشوي
مقاطعة تشوي هي مقاطعة شمال جمهورية قيرغيزستان. ويحدها من الشمال كازاخستان، وايسيك كول أوبلاستي، وجلال أباد أوبلاستي وطلاس أوبلاستي.

## الجغرافيا

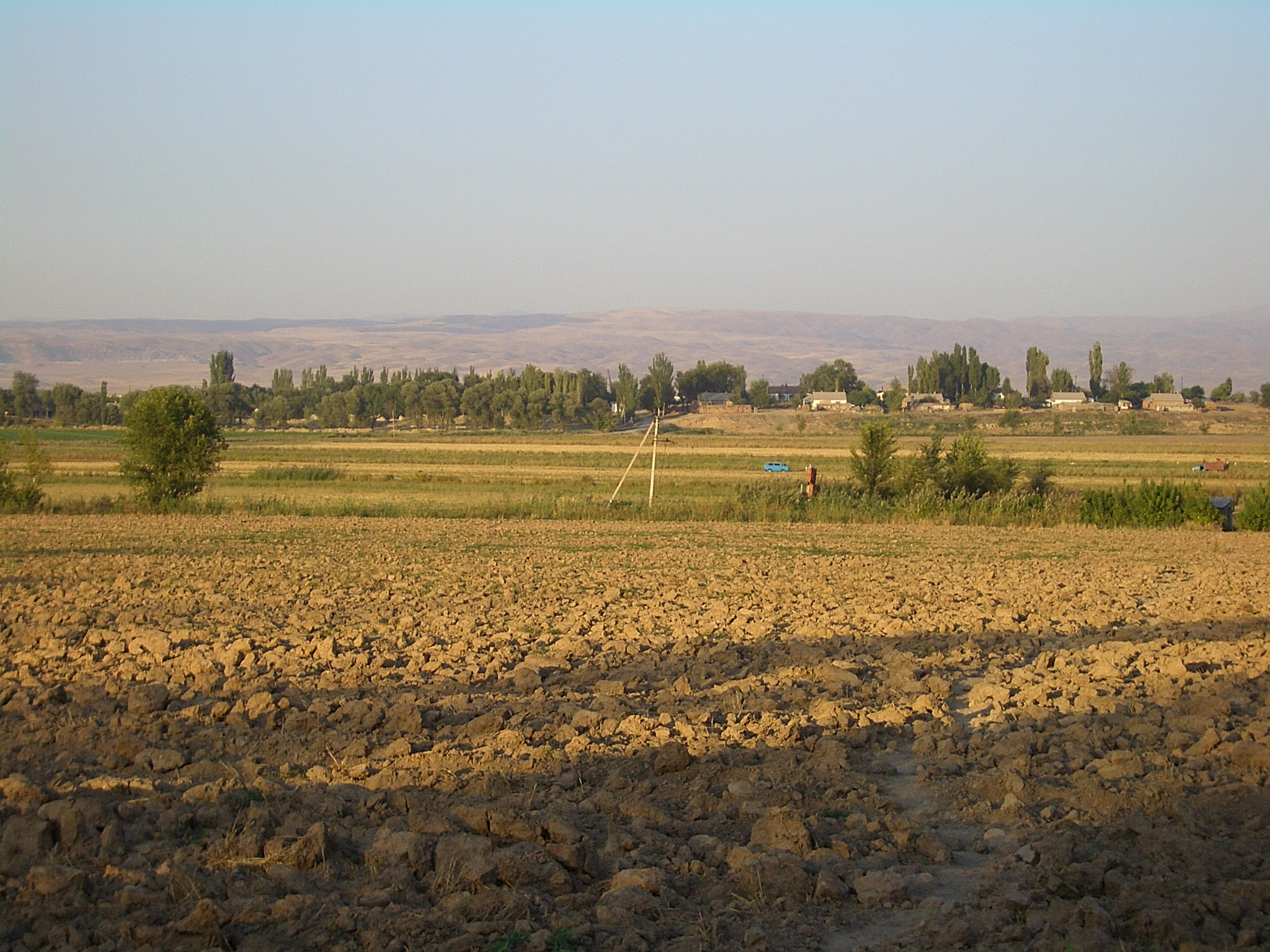
وادي نهر تشوي

الجزء الشمالي الغربي الرئيسي من المنطقة مسطح، وهذه حالة نادرة في قيرغيزستان. هذا هو وادي نهر تشو. تربة الوادي السوداء خصبة للغاية ويتم ريها إلى حد كبير بالمياه المحولة من نهر تشو. يشتمل الإنتاج الزراعي في المنطقة على القمح والذرة وسكر البنجر والبطاطس و لوسرن، والخضروات والفواكه المختلفة.
تشكل جبال قيرغيز ألا تو الحدود الجنوبية للمنطقة، والحدود الشمالية لمنطقة تالاس. هناك العديد من مسارات المشي لمسافات طويلة والرحلات التي يمكن الوصول إليها من البلدات في الوادي. الجزء الجنوبي الغربي للمنطقة فوق قرغيز الأتاو يشبه جغرافيا منطقة نارين.
رقعة الأرض الشمالية الشرقية هي وادي تشونغ كيمن.

## التاريخ
في عام 1926، أصبحت المنطقة جزءًا من جمعية كيرغيز الجمهورية الاشتراكية السوفيتية المستقلة. المُنشأة حديثًا. خلال الفترة السوفيتية، تم إنشاء العديد من الصناعات الزراعية وغيرها من الصناعات في جميع أنحاء المقاطعة، مما أدّى إلى نشوء عدد من المراكز الحضرية مثل توكموك، كانت، وكارا-بيلتا.

## الاقتصاد
يشمل الإنتاج الزراعي القمح والذرة وسكر البنجر والبطاطا والخضروات والفواكه المختلفة. هناك القليل من الصناعة في المنطقة.

## النقل
محور النقل الرئيسي بين الشرق والغرب في المنطقة هو طريق تاراز- بيشكيك- باليكتشي السريع، الذي يمر عبر معظم مدن المنطقة الرئيسية. يعد جزء الطريق هذا الواقع غرب مدينة بيشكيك جزءًا من الطريق الأوروبي E40، والمعروف محليًا باسم الطريق السريع M-39 (استنادًا إلى مخطط ترقيم الطريق السريع للاتحاد السوفيتي القديم). تنطبق نفس الأرقام على الطريق الذي يمتد من الشمال الشرقي من بيشكيك إلى ألماتي، وعبور نهر تشوي ومغادرة المنطقة إلى كازاخستان عند معبر كوردي الحدودي.
يمتد خط السكة الحديد الوحيد في المنطقة على طول طريق تاراز- بشكيك- باليكشي نفسه؛ يرى القليل من الاستخدام نسبيا في هذه الأيام.

## المؤشرات الاجتماعية والاقتصادية

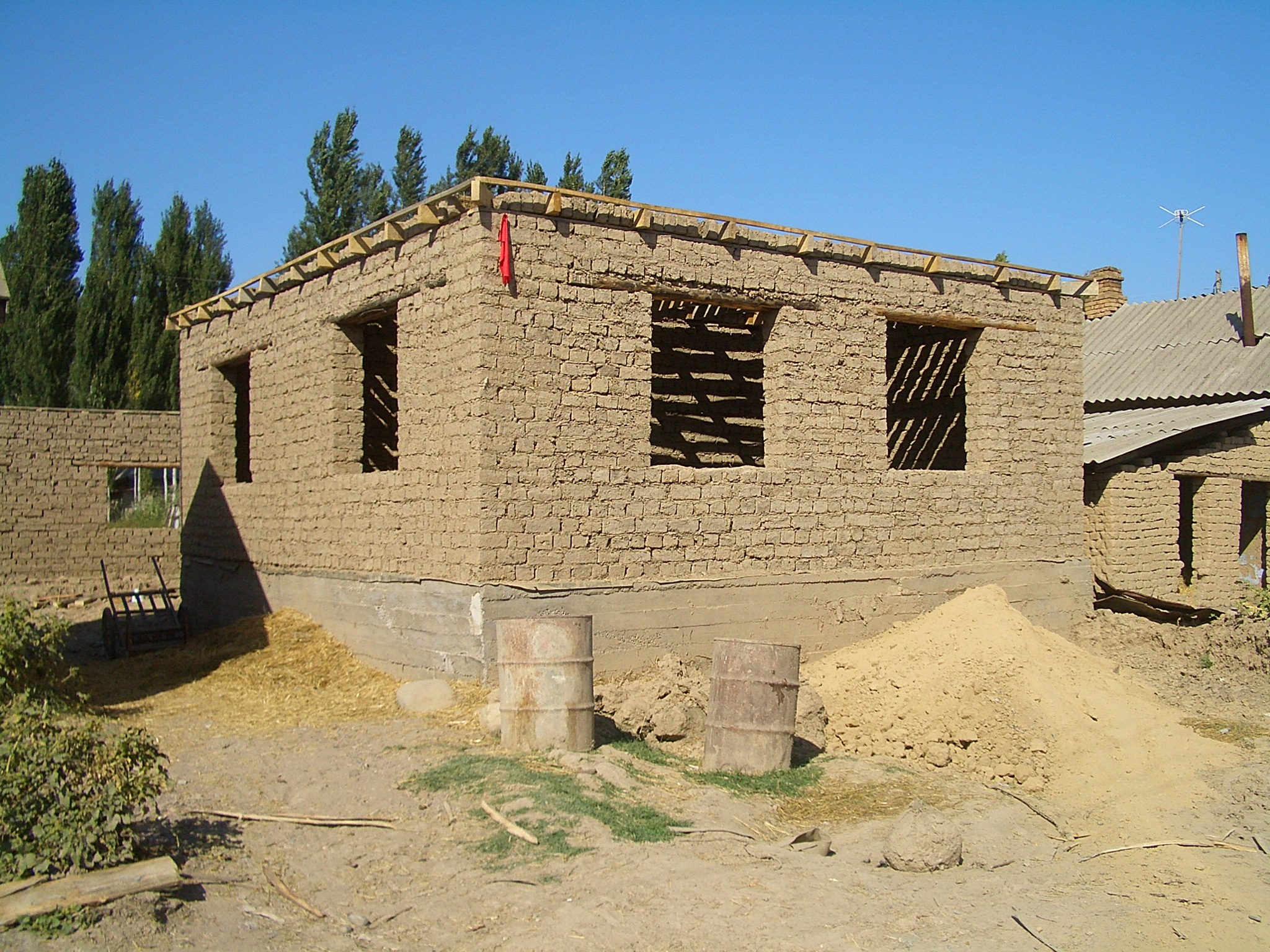
بناء منزل من الطوب اللبن (Milyanfan)

- عدد السكان العاملين: 335,200 (2009)[3]
- عدد السكان العاطلين عن العمل المسجلين: 6563 (في عام 2009)[3]
- التصدير: 294.3 مليون دولار أمريكي (2009)[3]
- الاستيراد: 202.5 مليون دولار أمريكي (2009)[3]
- الاستثمارات الأجنبية المباشرة (2009): 57 مليون دولار أمريكي[3]

## التركيبة السكانية
اعتبارًا من عام 2009، شملت منطقة تشوي 4 مدن و 5 مستوطنات من النوع الحضري و 331 قرية. كان عدد سكانها، وفقا لتعداد السكان والمساكن لعام 2009، 790438.

### التكوين العرقي
السكان غير متجانسين إلى حد كبير أكثر من المناطق الأخرى في البلاد، مع العديد من الروس العرقيين والأوكرانيين، شعب دونغان، الكوريين، الألمان إلخ.
وفقًا لتعداد عام 2009، كان التكوين العرقي (السكان القانونيون) لمنطقة تشوي:
| مجموعة عرقية   | التعداد السكاني | نسبة سكان منطقة تشوي |
| -------------- | --------------- | -------------------- |
| قيرغيزستان     | 474٬805         | 59.1%                |
| روس            | 167٬135         | 20.8%                |
| شعب دونغان     | 49٬802          | 6.2%                 |
| أويغور         | 15٬276          | 1.9%                 |
| أوزبك          | 14٬755          | 1.8%                 |
| الكازاخستانيين | 12٬800          | 1.6%                 |
| الأتراك        | 11٬124          | 1.4%                 |
| الأوكرانيين    | 10٬850          | 1.4%                 |
| أذربيجان       | 10٬196          | 1.3%                 |
| التتار         | 6٬482           | 0.8%                 |
| الألمان        | 5٬919           | 0.7%                 |
| الأكراد        | 4٬544           | 0.6%                 |
| الكوريين       | 4٬388           | 0.5%                 |
| الطاجيك        | 2٬600           | 0.3%                 |
| لزجين          | 2٬246           | 0.3%                 |
| دارجين         | 1٬812           | 0.2%                 |
| قراشاي         | 1٬379           | 0.2%                 |
| الشيشان        | 1٬316           | 0.2%                 |
| مجموعات أخرى   | 5٬801           | 0.7%                 |

## المناطق

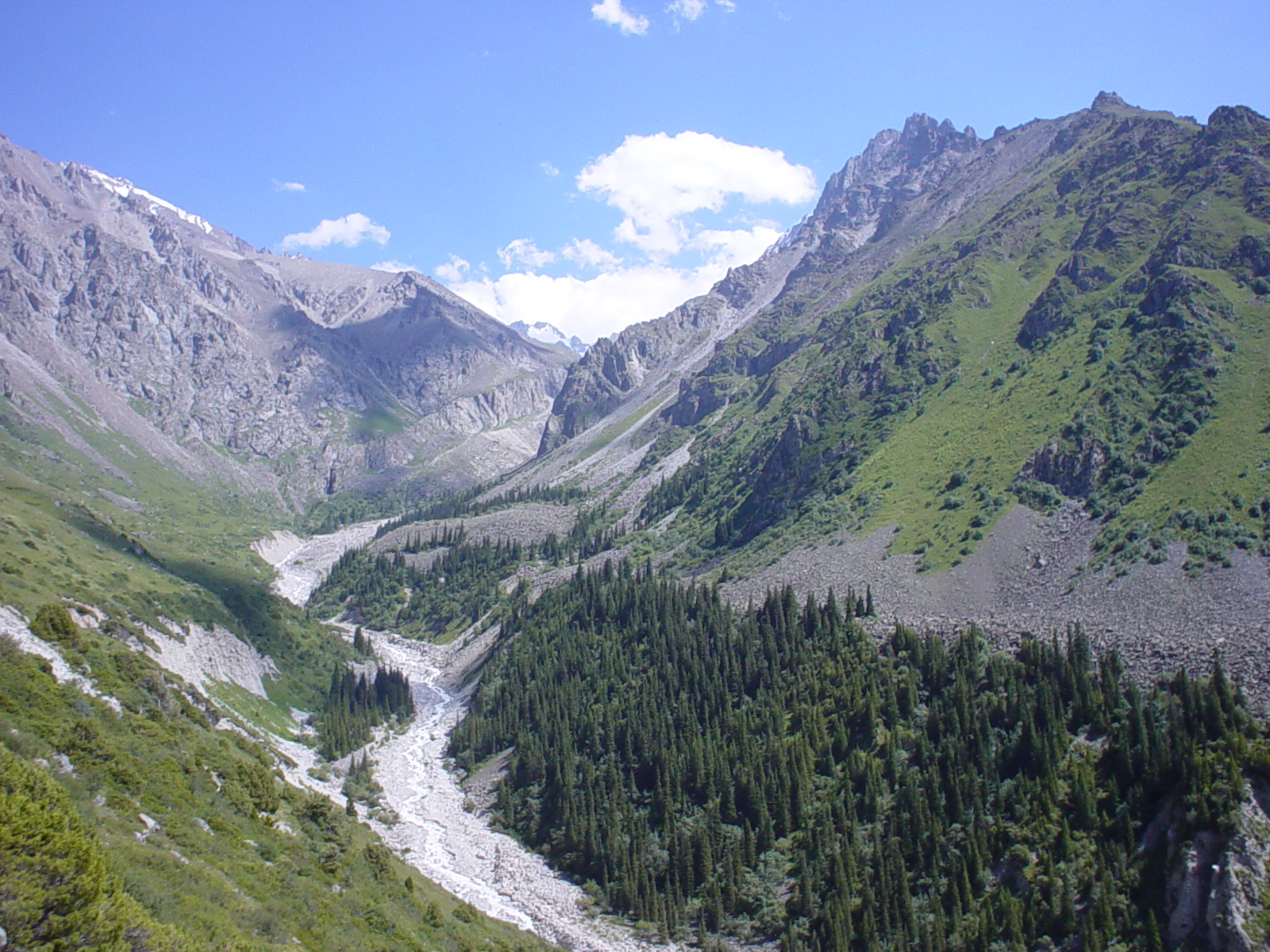
النظر إلى وادي نهر Ala Archa في الجبال جنوب Bishkek

تنقسم مقاطعة تشوي إدارياً إلى 8 مناطق، ومدينة توكموك: تحيط مقاطعة تشوي بمدينة توكموك. يحيط بحي علم الدين مدينة بيشكك، التي ليست مع ذلك جزءًا من مقاطعة تشوي بل هي وحدة إدارية على مستوى المقاطعة بحد ذاتها. يدار الكعب الجنوبي الغربي كجناحين من جايل و بانفيلوف ريونس، وبانفيلوف وادي إلى الجنوب الشرقي وجايل في الجبال إلى الشمال والغرب والجنوب الغربي. يتم سرد Raions أدناه من الشرق إلى الغرب.
| المنطقة          | العاصمة           | التعداد السكاني (2009) نسمة |
| ---------------- | ----------------- | --------------------------- |
| حي كيمين         | كيمين             | 41,924                      |
| مقاطعة تشوي      | تشوي              | 44,753                      |
| مدينة توكموك     | توكموك            | 53,087                      |
| مقاطعة إيسيك-آتا | Kant              | 131,503                     |
| حي علم الدين     | ليبيدينوفكا       | 147,208                     |
| مقاطعة سوقولوق   | سوقولوق           | 158,137                     |
| منطقة موسكفا     | Belovodskoye      | 83,641                      |
| حي جايل          | قره بالتا         | 90,348                      |
| مقاطعة بانفيلوف  | Kayyngdy (Каинда) | 39,837                      |

## معرض صور

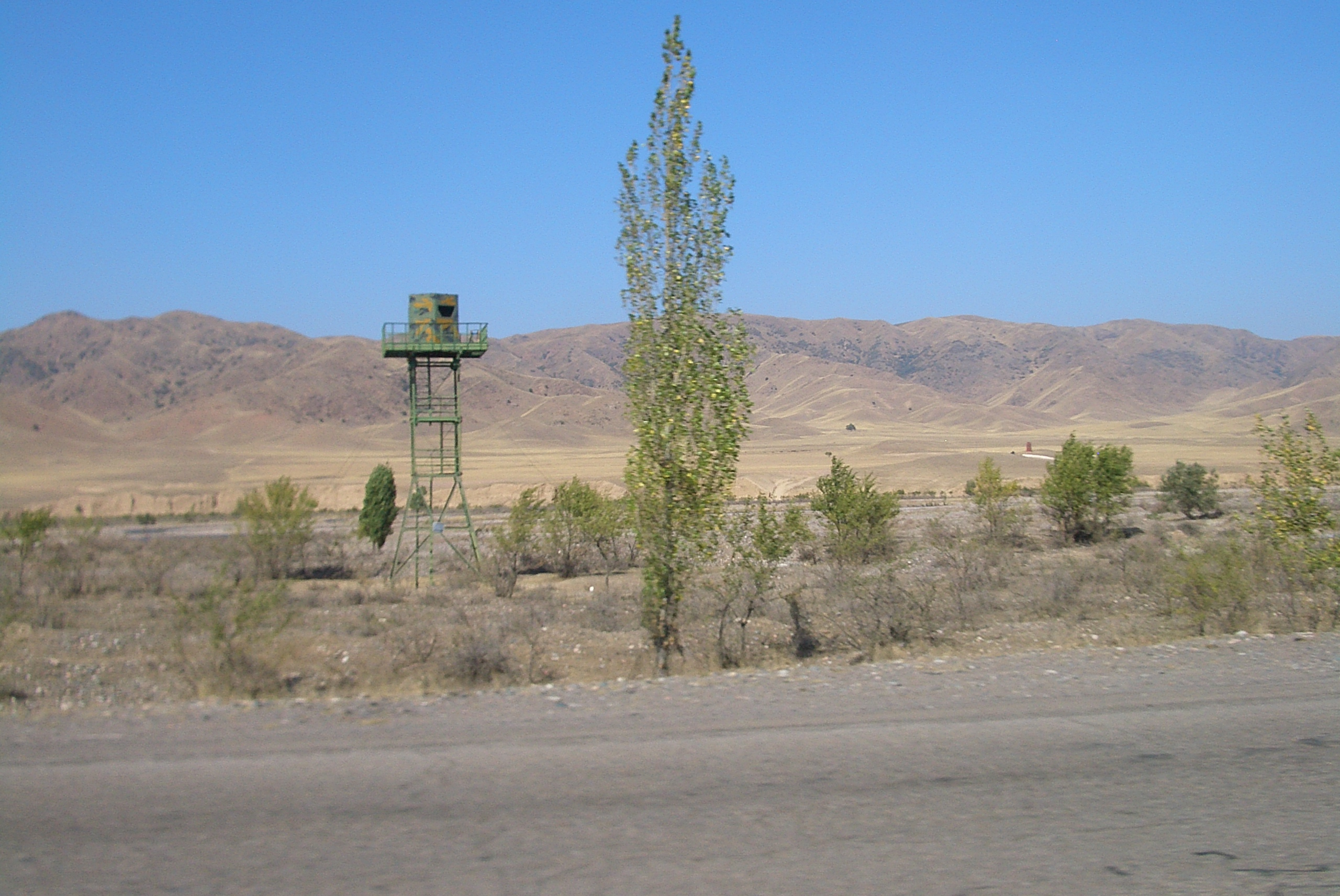
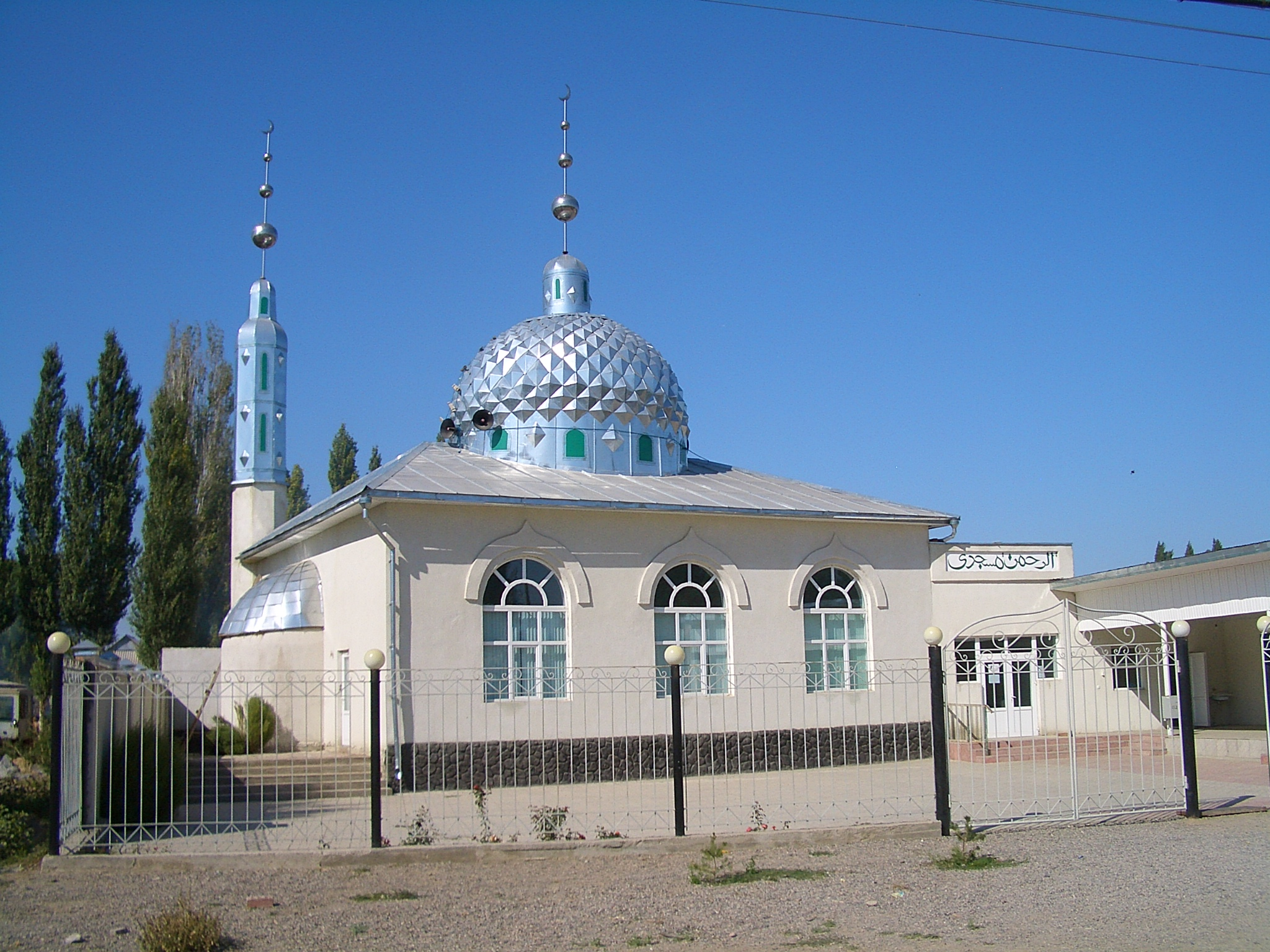
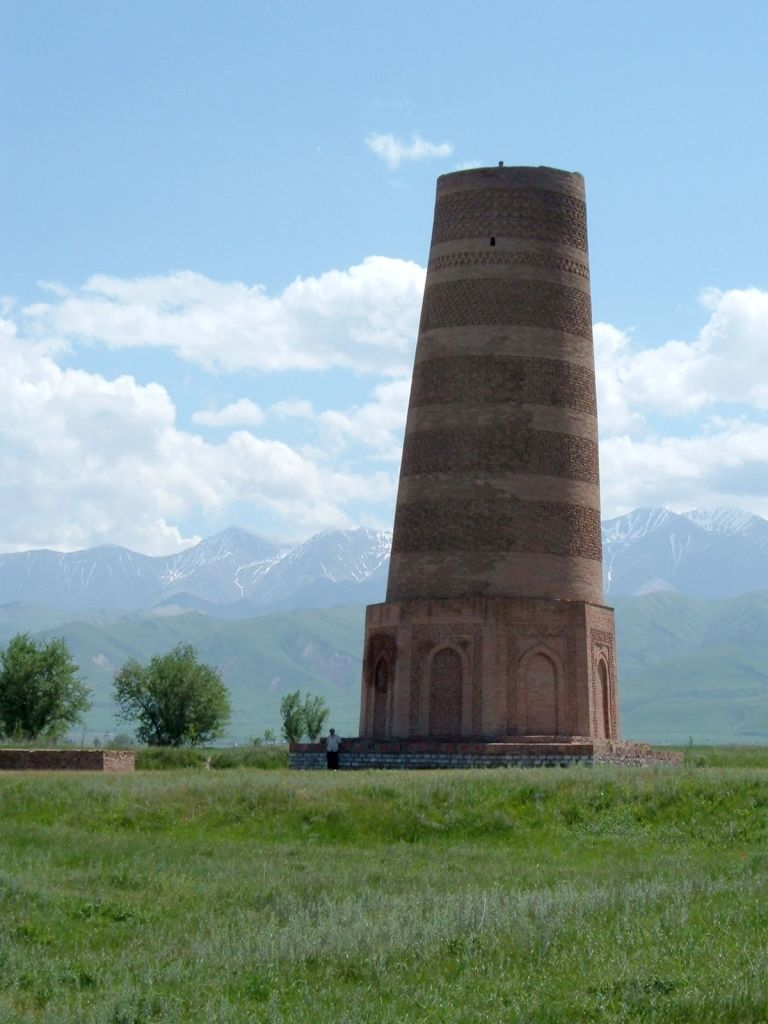
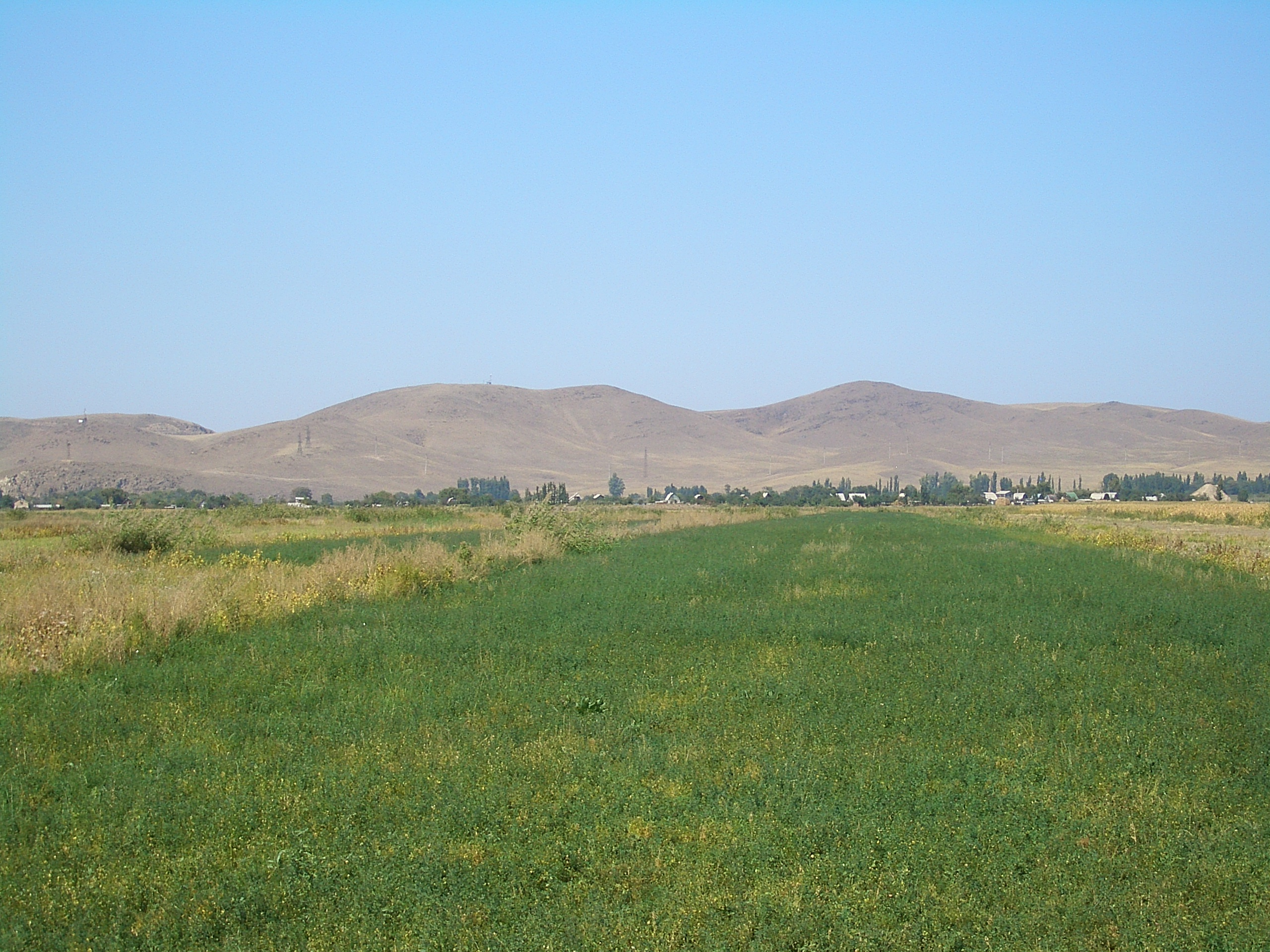
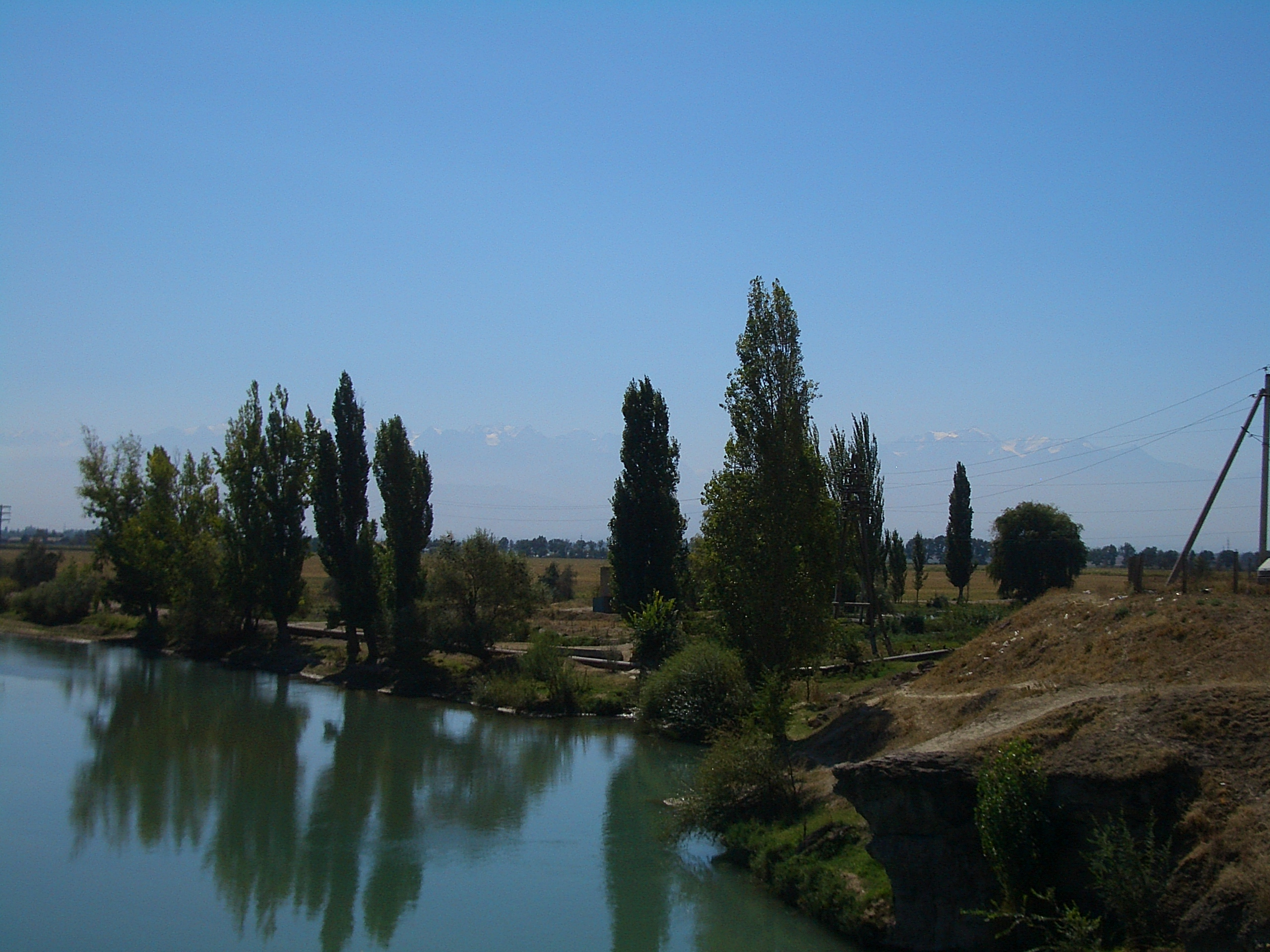
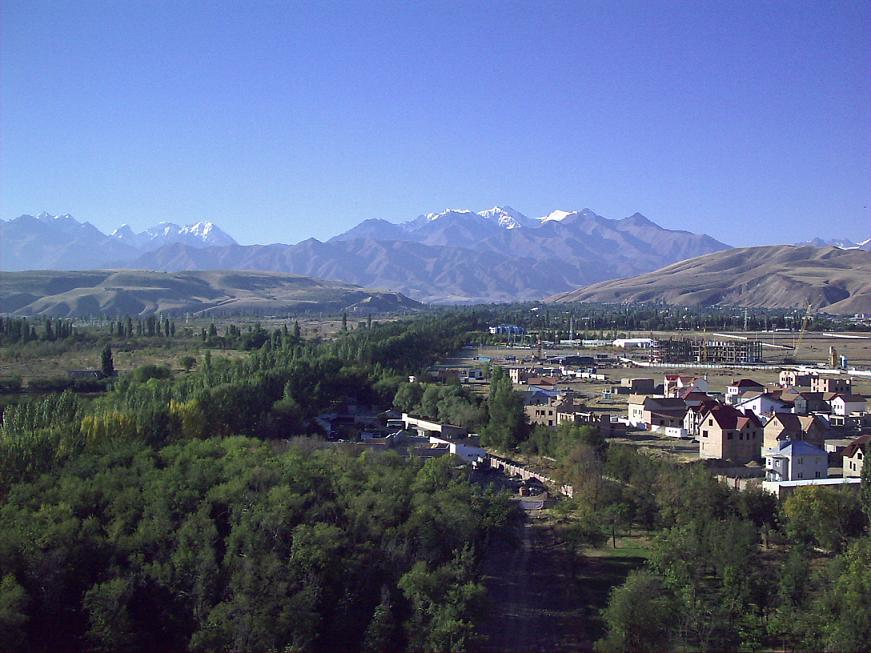

## أعلام
- تشولبونبيك إيسنكول أوولو